# Progress

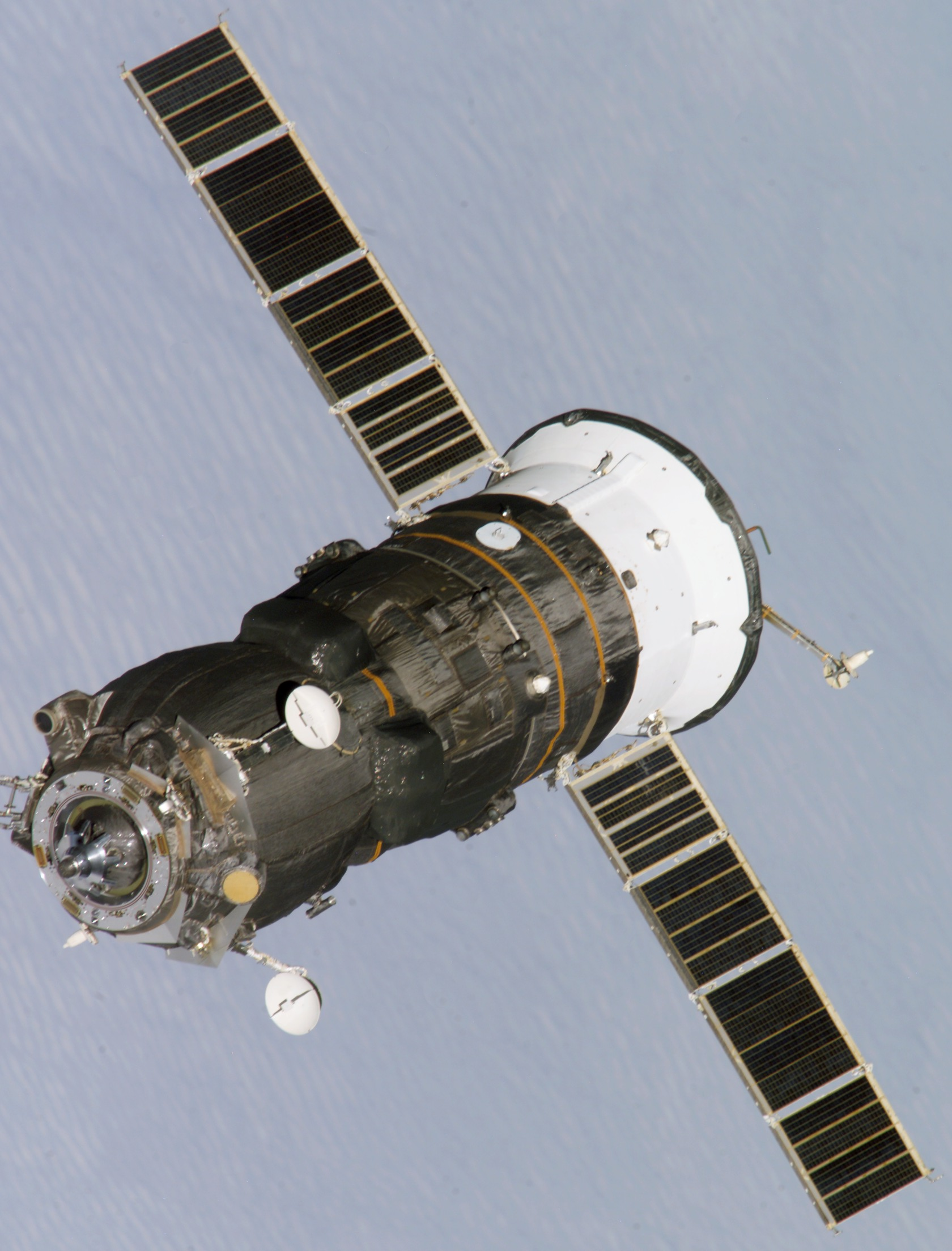
Nave Progress M.

Progress (en ruso: Прогресс, Progreso) es una familia de naves no tripuladas rusas utilizadas para llevar víveres y combustible a estaciones espaciales. En un principio se utilizaron con las estaciones Salyut 6, Salyut 7 y Mir, en la Guerra Fría, permitiendo que las tripulaciones soviéticas y luego rusas, permaneciesen en el espacio de forma indefinida.

## Historia
Desarrolladas al inicio de la carrera espacial entre la Unión Soviética y Estados Unidos, se mantenían sobre la atmósfera por muchos días, para probar las condiciones físicas de la tripulación fuera de la atmósfera terrestre, como el primer paso para el desarrollo de una Estación Espacial completa, a la que sirvieron como naves de carga, mantenimiento, acople y rescate.
Actualmente sirve a la Estación Espacial Internacional, además de transportar suministros y equipo, las Progress utilizan sus motores principales para elevar de forma regular la órbita de la estación y evitar su caída sobre la tierra. Su diseño está basado en la nave Soyuz, pues utiliza casi todos los mismos componentes, salvo la cápsula para la tripulación, que es sustituida en las Progress por un nuevo compartimiento para llevar más combustible y mantener los motores operativos por más tiempo. Al desacoplarse de una estación, encienden los motores de frenado orbital y caen sobre la atmósfera terrestre, las Progress son cargadas con deshechos y basura, que se queman junto con la nave en la atmósfera, otros equipos son regresados a la tierra con la cápsula VBK-Raduga, que ingresa a la tierra y desciende con un gran paracaídas. 
Las naves Progress fueron diseñadas por la oficina de diseño soviética TsKBEM, fundada por Serguéi Koroliov. Actualmente son construidas por la empresa rusa RKK Energía, para mantener la Estación Espacial operativa, y son lanzadas al espacio mediante el cohete Soyuz.

## Diseño
Su diseño es muy similar al de la Soyuz y consta de tres partes:
- Módulo de carga (en ruso: Грузовой отсек —Gruzovói Otsek—, GO): módulo orbital presurizado, similar al de la Soyuz, pero se utiliza para llevar comida, ropa y equipos diversos. También incorpora el sistema de acoplamiento automático. A diferencia de la Soyuz, lleva una serie de tuberías para llevar el combustible, hidracina (UDMH) y el comburente, dióxido de nitrógeno(N2O4) desde el módulo de carga hasta la estación espacial, para llenar de esta forma los tanques de la estación.

- Módulo del combustible (en ruso: Отсек компонентов дозаправки —Otsek Komponéntov Dozapravki—, OKD): la única parte distinta a la Soyuz. El módulo de descenso de la versión tripulada es sustituido en las Progress por este módulo no presurizado (para impedir fugas en la atmósfera de la estación) que transporta el combustible y el comburente necesarios para la estación.

- Módulo de instrumentación y propulsión (en ruso: Приборно-агрегатный отсек —Priborno-agregatnii otsek—, PAO): similar al de la Soyuz, es una nave totalmente automática que lleva el motor principal para las maniobras orbitales de la Estación Espacial.

## Versiones

### Progress
Versión inicial basada en la Soyuz 7K-T. Un total de 42 naves Progress fueron lanzadas entre 1978 y 1990 a las estaciones espaciales Salyut 6, Salyut 7 y Mir. 
Características Técnicas:
- Masa: 7020 - 7249 kg
- Carga transportada (Progress 1-24): ~2300 kg
- Carga Transportada (Progress 24-42): ~2500 kg
- Longitud: 7,94 m
- Diámetro del módulo de carga: 2,2 m
- Diámetro máximo: 2,72 m
- Volumen del módulo de carga: 6,6 m³

### Progress M
Versión basada en la Soyuz T y la Soyuz TM. Incorpora paneles solares y un nuevo mecanismo de acoplamiento automático. Entre 1989 y 2009 fueron lanzadas 67 Progress M a la estación Mir y a la Estación Espacial Internacional. Puede permanecer en el espacio acoplada a una estación espacial un máximo de seis meses, al igual que las Soyuz. Dicha limitación viene dada por los pequeños cohetes de posición que emplean peróxido de hidrógeno como propulsante.
Características Técnicas:
- Masa: 7310 kg
- Carga transportada: 2600 kg
- Longitud: 7,23 m
- Diámetro del módulo de carga: 2,2 m
- Diámetro máximo: 2,72 m
- Envergadura (con paneles solares desplegados): 10,6 m
- Volumen del módulo de carga: 7,6 m³

### Progress M1
Ligera modificación de la Progress M introducida en el 2000 para la Estación Espacial Internacional. Tiene una mayor capacidad de transporte de combustible, 1950 kg. Además puede llevar 1800 kg de equipos y víveres. Pese a haber introducido la Progress M1, Rusia ha seguido lanzando Progress M.